# Görtschitztal Straße
De Görtschitztal Straße B92 is een Bundesstraße in de Oostenrijkse deelstaten Stiermarken en Karinthië.
De weg verbindt Klagenfurt via Magdalensberg en Mühlen met Kulm am Zirbitz en is 62,5 km lang.
Routebeschrijving
Karinthië
De B70 begint in het oosten van Klagenfurt op een afrit van de B70 en loopt in noordelijke richting. De weg kruist bij afrit Klagenfurt-Ost de A2. De weg loopt verder door Magdalensberg waar de B82, waarmee een samenloop is tot in Brückl, aansluit. De weg loopt verder door Eberstein, Klein Sankt Paul en Hüttenberg. Ten noorden van Hüttenberg volgt de deelstaatsgrens met Stiermarken.
Stiermarken
De B92 loopt verder door Mühlen en eindigt in Kulm am Zirbitz op een kruising met de B317.
Geschiedenis
De Görtschitztal Straße behoort sinds 1 januari 1950 tot de lijst met Bundesstraßen in Oostenrijk.
Deze weg is ontstaan door de samenvoeging van de vroegere Freudenberger Straße, die Klagenfurt via  Freudenberg met Brückl verbond, werd bij wet vanaf 1 april 1866 als een van de 58 Karintische Bezirksstraßen aangeduid en behoort sinds  1 januari 1872 tot het netwerk van Karintische Landesstraßen. En de Ebersteiner und Hüttenberger Straße, die vanuit Brückl via Eberstein en Hüttenberg tot aan de grens met Stiermarken liep, ook deze weg werd door de wet van 1866 als een van de 58 Karinthische Bezirksstraßen aangeduid. Tussen 1872 en 1949 behoorde ze tot de lijs met Karinthische Landesstraßen en kreeg de naam als Görtschitzthaler Straße.
De Görtschitztal Straße viel net als all andere Bundesstraßen onder de federale overheid. Sinds 1 april 2002 valt ze onder de deelstaatsregering en voert nog steeds de letter B, maar is voortaan een Landesstraße categorie B.

## Galerie

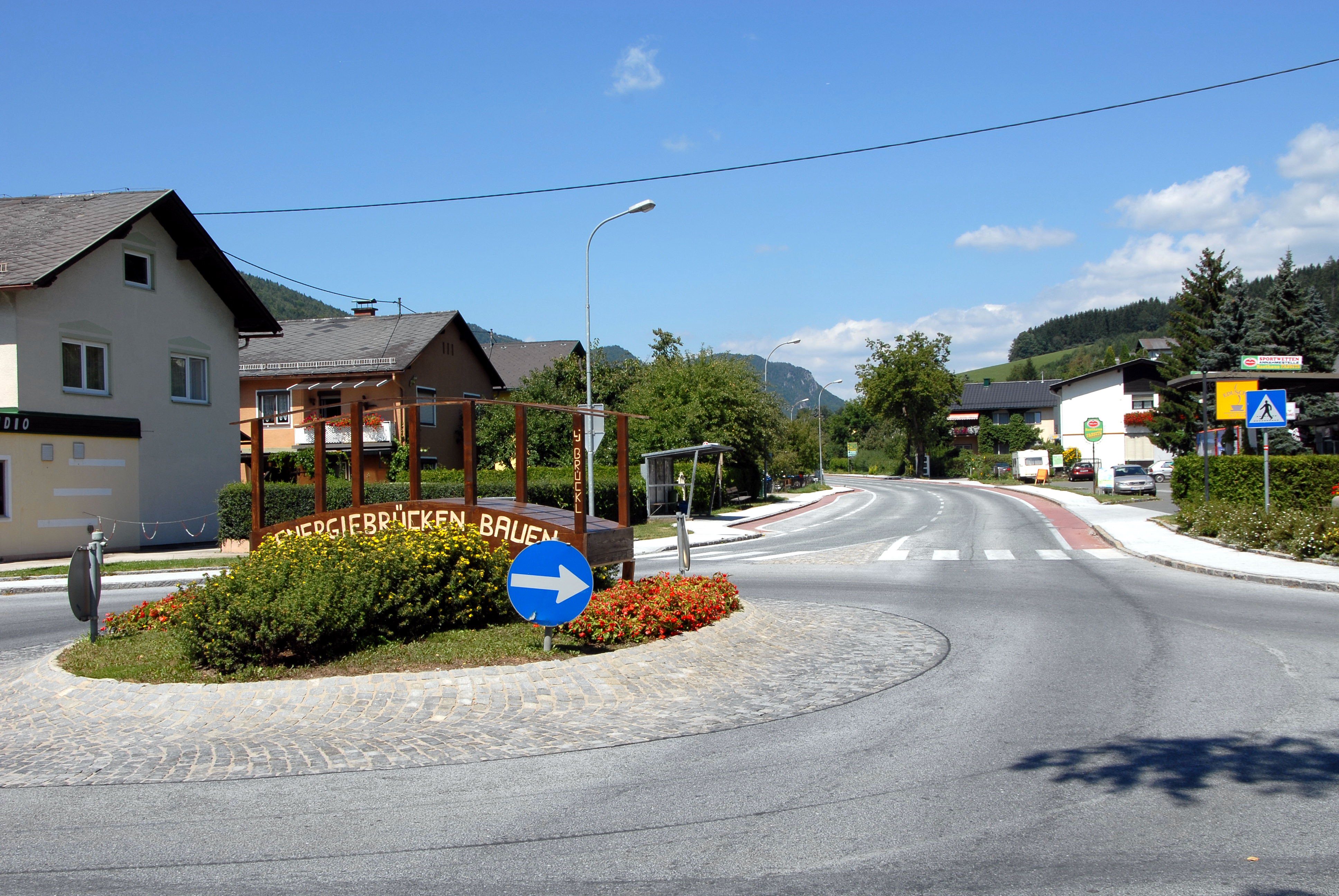
In Brückl
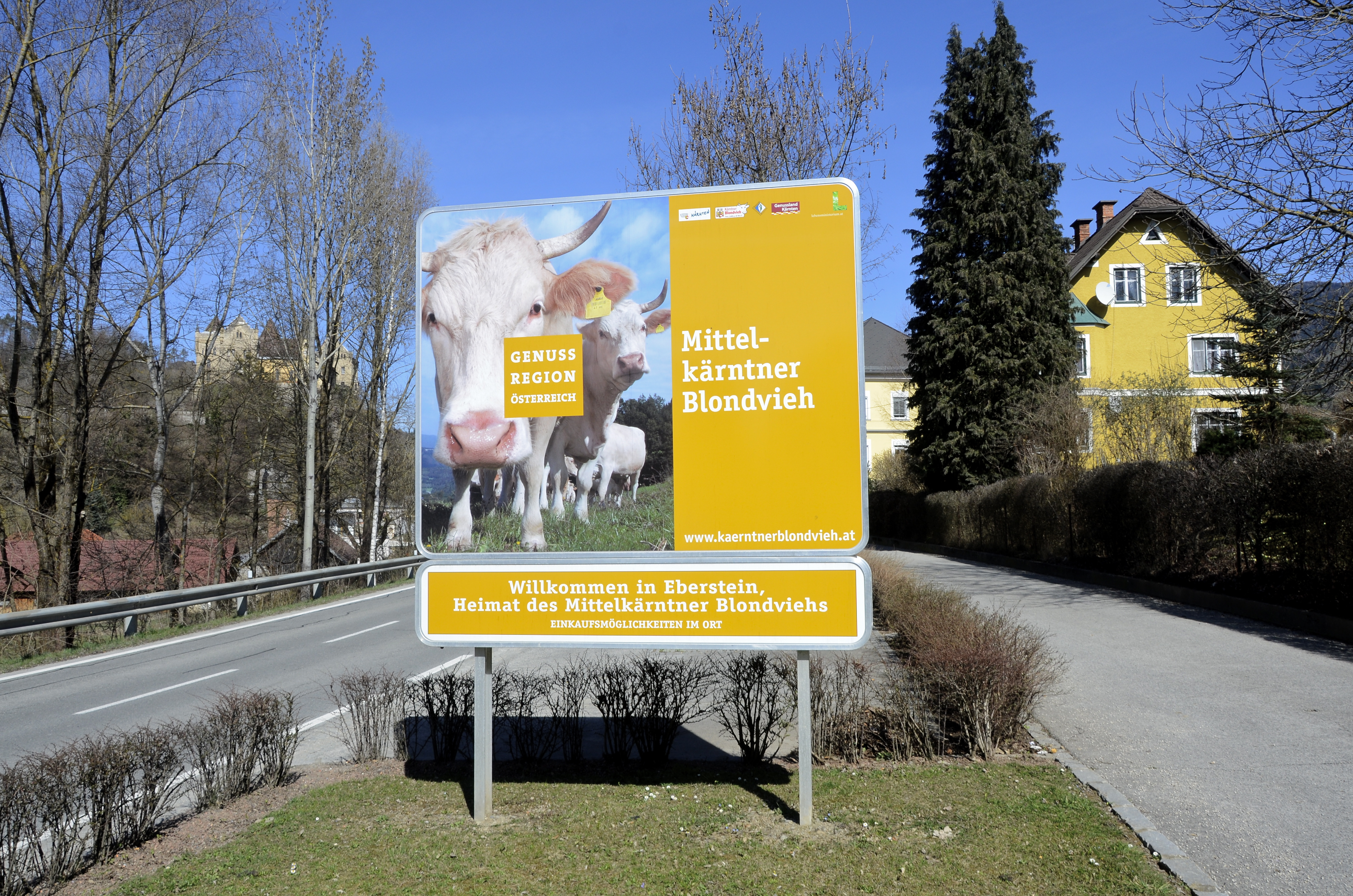
In Eberstein
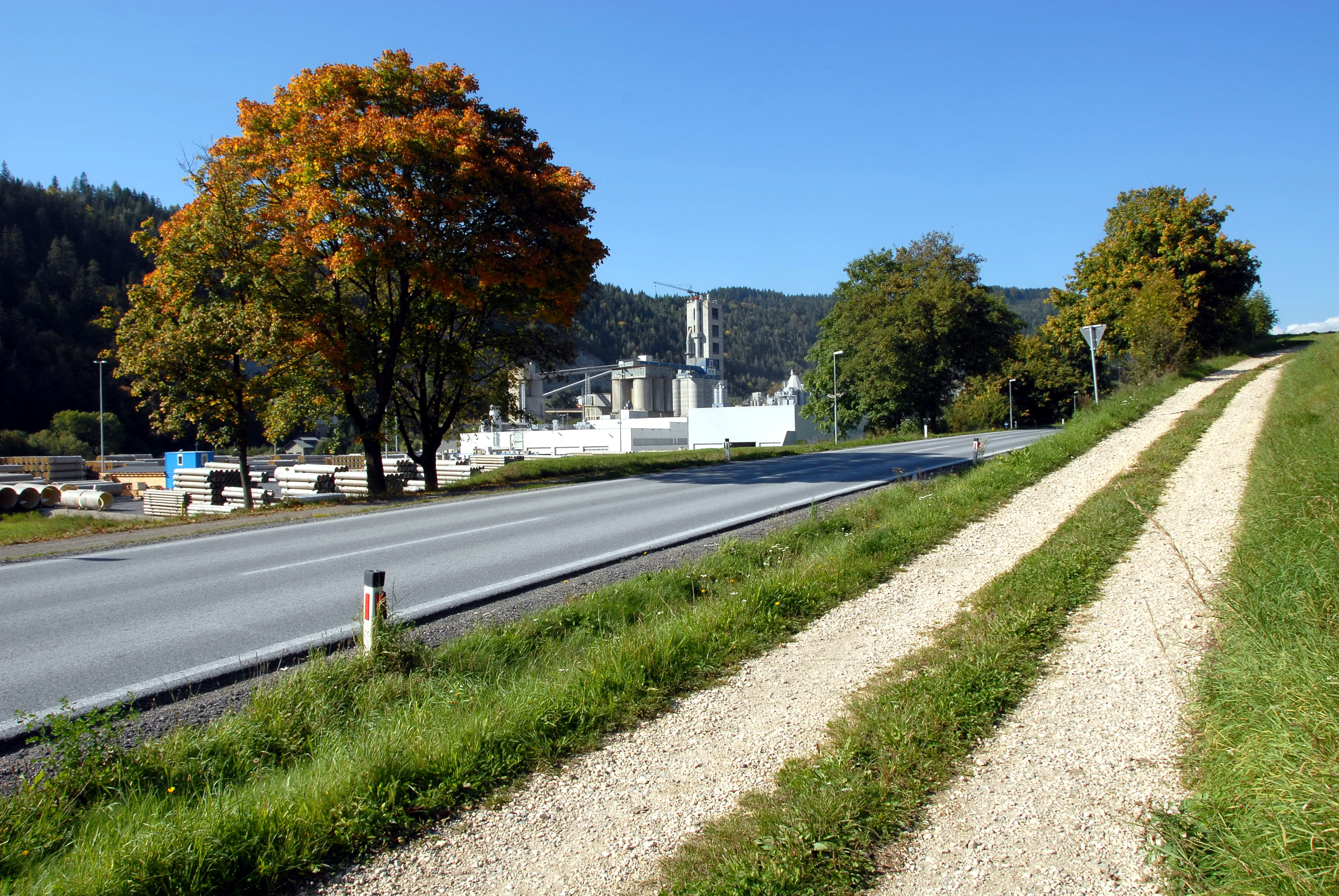
Ten noorden van Klein Sankt Paul
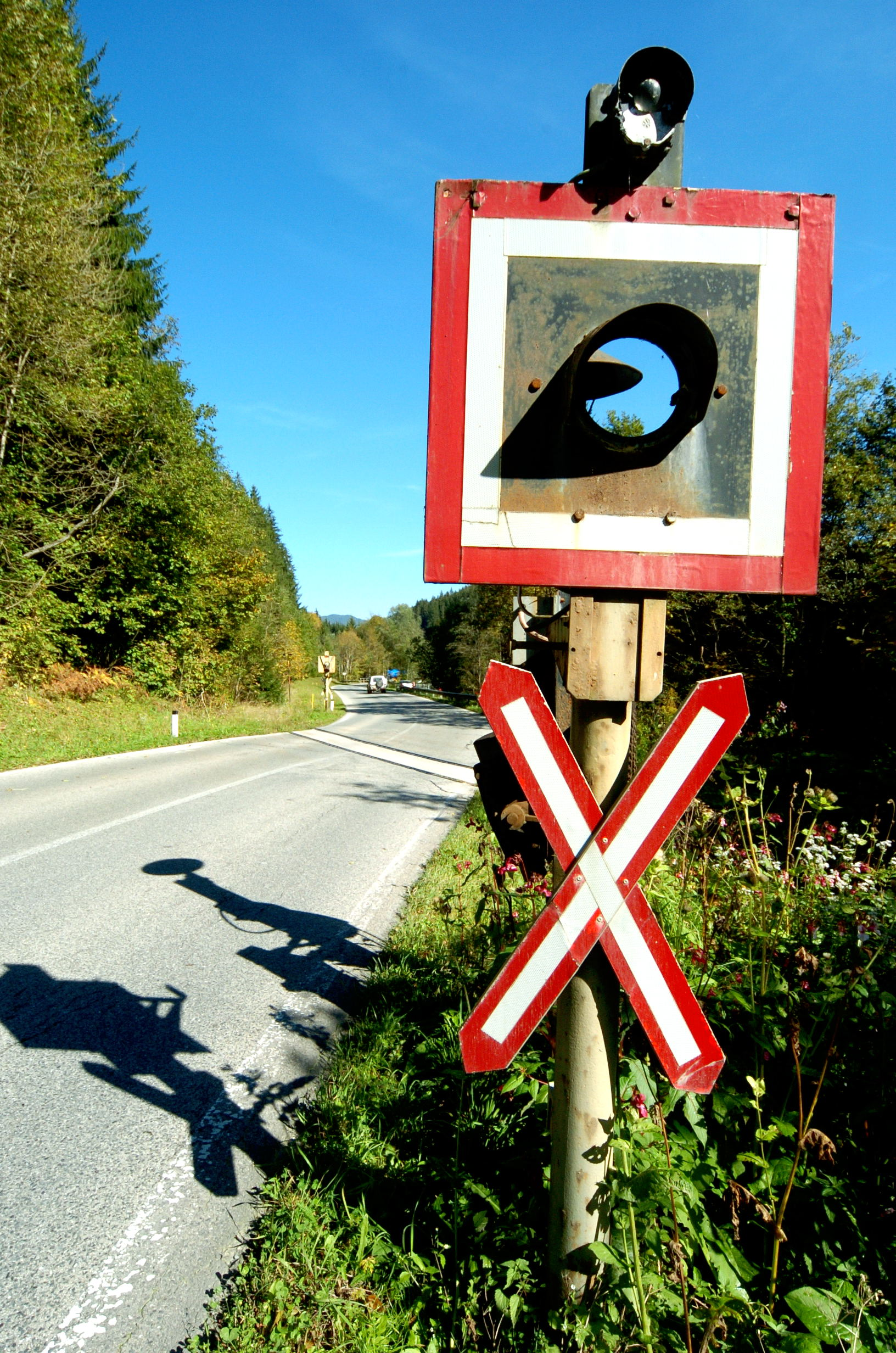
Overweg ten zuiden van Hüttenberg
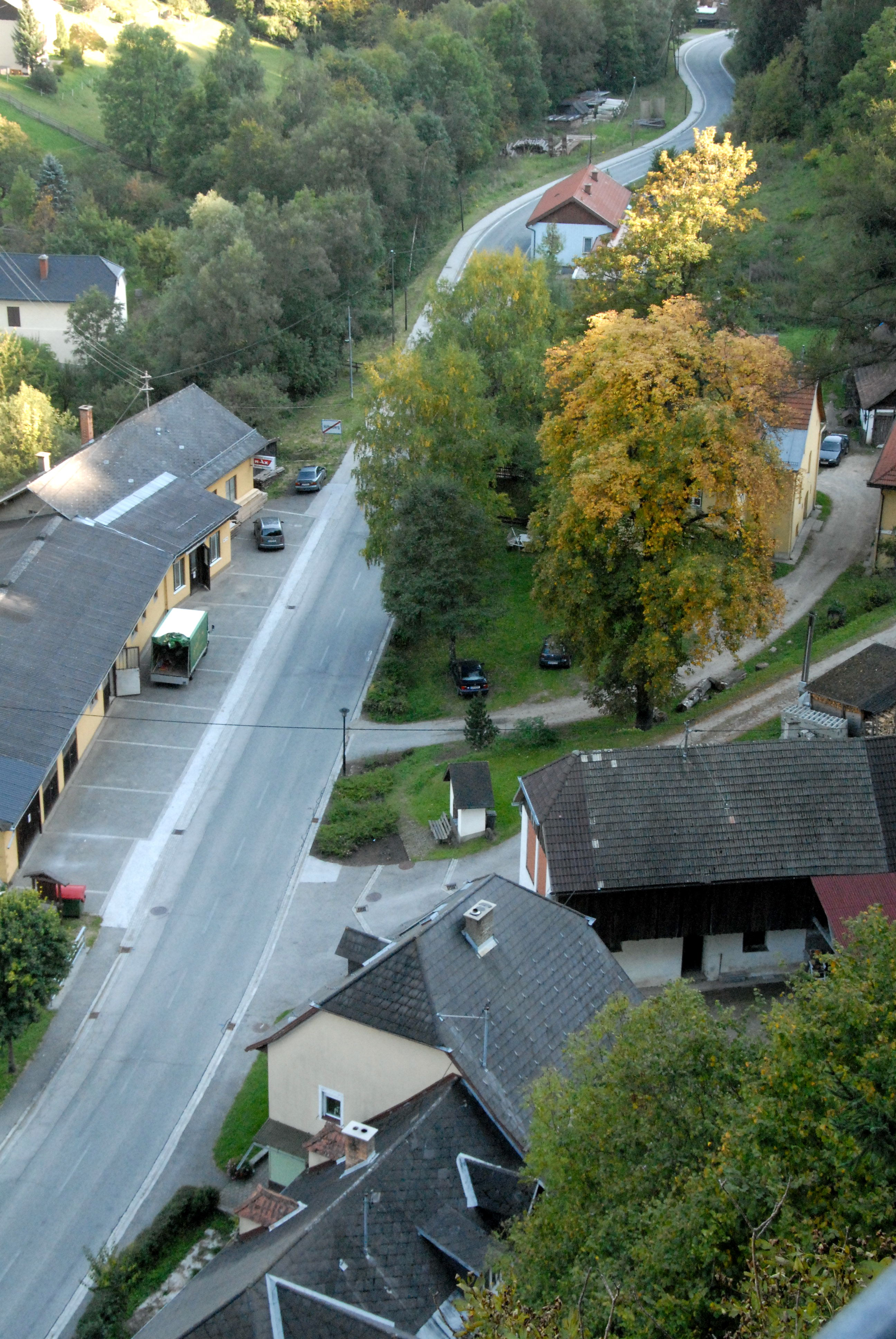
Vanaf Lingkor in Hüttenberg
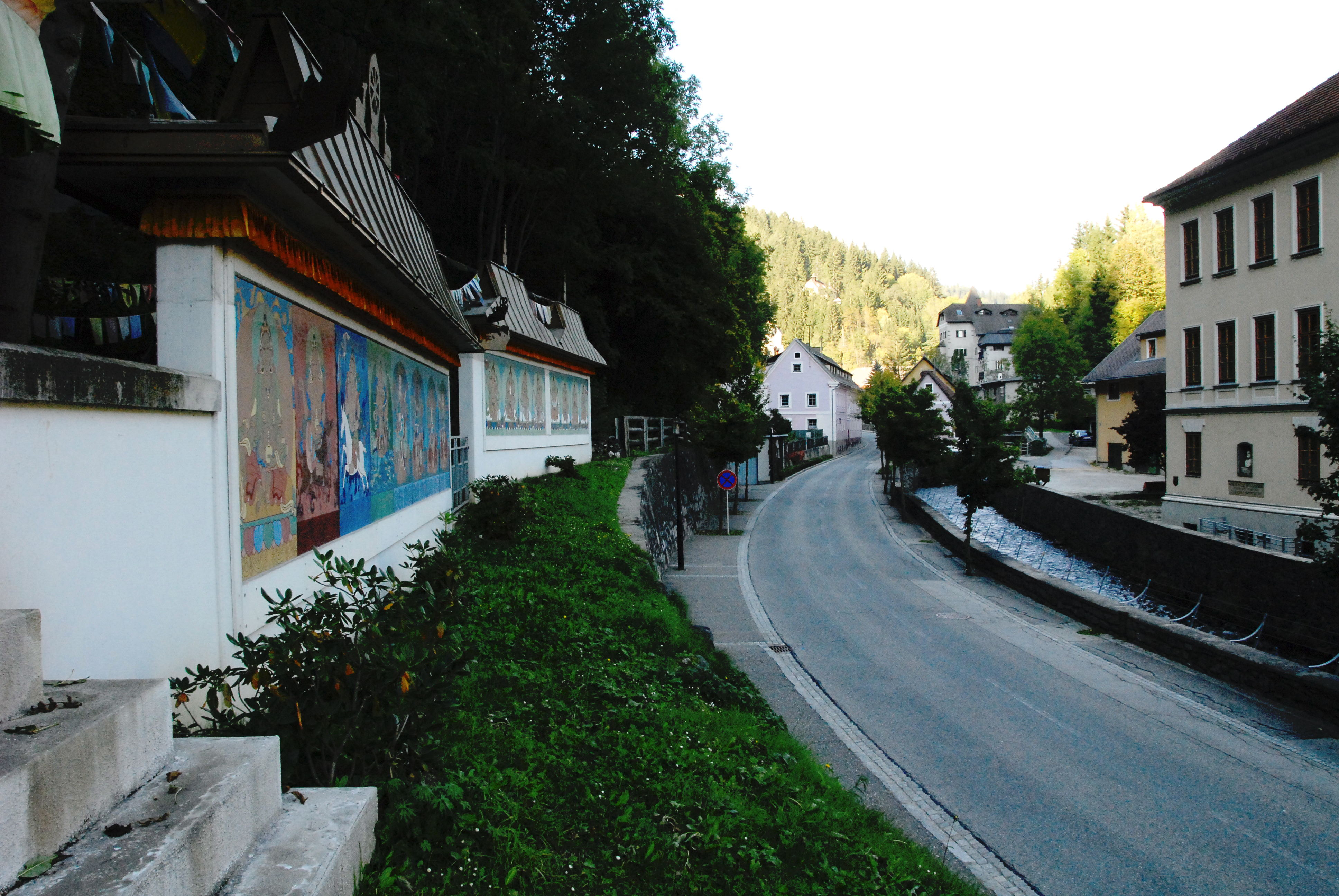
Tussen Lingkor, Görtschitz en het Heinrich-Harrer-Museum

B1 · 
B2 · 
B3 · 
B4 · 
B5 · 
B6 · 
B7 · 
B8 · 
B9 · 
B10 · 
B11 · 
B12 · 
B13 · 
B14 · 
B15 · 
B16 · 
B17 · 
B18 · 
B19 · 
B20 ·  
B21 · 
B22 · 
B23 · 
B24 · 
B25 · 
B26 · 
B27 · 
B28 · 
B29 · 
B30 · 
B31 · 
B32 · 
B33 · 
B34 · 
B35 · 
B36 · 
B37 · 
B38 · 
B39 · 
B40 · 
B41 · 
B42 · 
B43 · 
B44 · 
B45 · 
B46 · 
B47 · 
B48 · 
B49 · 
B50 · 
B51 · 
B52 · 
B53 · 
B54 · 
B55 · 
B56 · 
B57 · 
B58 · 
B59 · 
B60 · 
B61 · 
B62 · 
B63 · 
B64 · 
B65 · 
B66 · 
B67 · 
B68 · 
B69 · 
B70 · 
B71 · 
B72 · 
B73 · 
B74 · 
B75 · 
B76 · 
B77 · 
B78 · 
B79 · 
B80 · 
B81 · 
B82 · 
B83 · 
B84 · 
B85 · 
B86 · 
B87 · 
B88 · 
B89 · 
B90 · 
B91 · 
B92 · 
B93 · 
B94 · 
B95 · 
B96 · 
B97 · 
B98 · 
B99 · 
B100 · 
B105 · 
B106 · 
B107 · 
B108 · 
B109 · 
B110 · 
B111 · 
B113 · 
B114 · 
B115 · 
B116 · 
B117 · 
B119 · 
B120 · 
B121 · 
B122 · 
B123 · 
B124 · 
B125 · 
B126 · 
B127 · 
B129 · 
B130 · 
B131 · 
B132 · 
B133 · 
B134 · 
B135 · 
B136 · 
B137 · 
B138 · 
B139 · 
B140 · 
B141 · 
B142 · 
B143 · 
B144 · 
B145 · 
B146 · 
B147 · 
B148 · 
B149 · 
B150 · 
B151 · 
B152 · 
B153 · 
B154 · 
B155 · 
B156 · 
B158 · 
B159 · 
B160 · 
B161 · 
B162 · 
B163 · 
B164 · 
B165 · 
B166 · 
B167 · 
B168 · 
B169 · 
B170 · 
B171 · 
B172 · 
B173 · 
B174 · 
B175 · 
B176 · 
B177 · 
B178 · 
B179 · 
B180 · 
B181 · 
B182 · 
B183 · 
B184 · 
B185 · 
B186 · 
B187 · 
B188 · 
B189 · 
B190 · 
B191 · 
B192 · 
B193 · 
B197 · 
B198 · 
B199 · 
B200 · 
B201 · 
B202 · 
B203 · 
B204 · 
B205 · 
B209 · 
B210 · 
B211 · 
B212 · 
B213 · 
B214 · 
B215 · 
B216 · 
B217 · 
B218 · 
B219 · 
B220 · 
B221 · 
B222 · 
B223 · 
B224 · 
B225 · 
B226 · 
B227 · 
B228 · 
B229 · 
B230 · 
B303 · 
B305 · 
B309 · 
B310 · 
B311 · 
B316 · 
B317 · 
B319 · 
B320